# Allobates paleovarzensis
Allobates paleovarzensis е вид жаба от семейство Aromobatidae. Видът е почти застрашен от изчезване.

## Разпространение
Разпространен е в Бразилия (Амазонас).

## Описание
Популацията на вида е стабилна.